# Agrimonia bracteata
Agrimonia bracteata, vrsta turice raširene od istočnog Zimbabvea do Južnoafričke Republike. Višegodišnja je biljka čija cvjetna stabljika iz reizoma naraste do jednog metra visine.
Stabljika je dlakava, cvjetovi žuti, a listovi nazubljeni.